# Universitair docent
Een universitair docent (ud) is een docent aan een Nederlandse universiteit die werkzaamheden verricht op het gebied van onderwijs en onderzoek. 
Universitaire medewerkers met de rang universitair docent zijn officieel bevoegd examens af te nemen en zijn inhoudelijk en organisatorisch betrokken bij het onderzoek en onderwijs van de afdeling waar zij werkzaam zijn. Bij sommige faculteiten kan een universitair docent ook taken hebben die met patiëntenzorg te maken hebben. Universitaire docenten verrichten bovendien organisatorische taken en worden geacht zich te mengen in maatschappelijke discussies die met zijn of haar vakgebied te maken hebben. Voor 1985 werd een universitair docent wetenschappelijk medewerker genoemd. Universitaire docenten zijn formeel werkzaam onder supervisie van de hoogleraar of universitair hoofddocent van de afdeling waarbij zij werkzaam zijn. Vaak genieten zij echter aanzienlijke vrijheid bij de invulling van hun werkzaamheden.
Hoewel het wettelijk wel mogelijk is, hebben universitaire docenten vaak geen ius promovendi en kunnen dus niet optreden als promotor van een promovendus. Wel kunnen zij optreden als copromotor, wat vaak betekent dat zij het grootste deel van de dagelijkse begeleiding van een promovendus voor hun rekening nemen. Naast universitaire docenten zijn er ook docenten aan de universiteit die geen onderzoekstaak hebben.
De rang van een universitair docent is te vergelijken met die van assistant professor in het Amerikaanse systeem. In Vlaanderen wordt docent gehanteerd. 